# NGC 238
NGC 238 là một thiên hà xoắn ốc nằm trong chòm sao Phượng Hoàng, được phát hiện ra vào ngày 2 tháng 10 năm 1834 bởi John Hershel.